# Johannes Arlt Bjerrehøj

Johannes Arlt (2023)

Johannes Arlt  Bjerrehøj (* 23. April 1984 in Berlin als Johannes Arlt) ist ein deutscher Politiker (SPD). Er war in den Jahren 2021 bis 2025 Mitglied des Deutschen Bundestages und ist seit 2025 bei einem deutschen Rüstungsunternehmen tätig.

## Leben und Beruf
Johannes Arlt wuchs in Neustrelitz auf und besuchte dort die Grundschule „Geschwister Scholl“ und danach das Gymnasium Carolinum. Sein Abitur legte er im Jahr 2003 am Musikgymnasium Carl Philipp Emanuel Bach in Berlin ab, an dem er die letzten Schuljahre verbrachte.
Arlt begann seine Laufbahn als Grundwehrdienstleistender und wurde in die Laufbahn der Offiziere des Truppendienstes übernommen. In den Jahren 2004 bis 2005 nahm er an der Offizierschule der Luftwaffe in Fürstenfeldbruck am 92. Offizierlehrgang Truppendienst der Luftwaffe teil und studierte ab 2006 an der Universität der Bundeswehr München in Neubiberg bei München das Fach Staats- und Sozialwissenschaften. Das Studium schloss er 2009 als Diplom-Staatswissenschaftler ab.
Von 2010 an war er zunächst Zugführer im Wachbataillon beim Bundesministerium der Verteidigung, ab dem Herbst 2011 Adjutant von Brigadegeneral Rainer Keller in dessen Funktion als Kommandeur des Luftwaffenausbildungskommandos. Im Jahr 2012 wurde Arlt zum Berufssoldaten ernannt. Von 2013 bis 2015 führte er die Stabskompanie bzw. den Stabszug des Luftwaffenausbildungsbataillons in Germersheim im Dienstgrad eines Hauptmanns. Danach war er im Kommando Luftwaffe im Referat für Internationale Zusammenarbeit eingesetzt. Zwischen 2014 und 2019 nahm er an sieben Auslandseinsätzen der Bundeswehr im Rahmen der Mandate ISAF und RSM in Afghanistan sowie MINUSMA in Mali teil. Er war zuletzt im Generalstabsdienst im Dienstgrad eines Majors tätig. 2016 wurde er in Israel mehrere Monate ausgebildet zum Tactical Operator für die militärische Drohne Heron 1, also insbesondere Bediener von deren Aufklärungsmitteln. Hier verfügt Arlt über mehr als 1000 Flugstunden.
Nach der Stabsoffizierausbildung an der Führungsakademie der Bundeswehr in Hamburg wurde er weiter im Kommando Luftwaffe im Referat Internationale Zusammenarbeit und Rüstungskontrolle verwendet. Ab Oktober 2018 war er am Einsatzführungskommando der Bundeswehr als Referent in der Streitkräftegemeinsamen Operationsplanungsgruppe (Joint Operational Planning Group) eingesetzt. Im Jahr 2019 wurde er an die Militärakademie Försvarshögskolan in Stockholm versetzt und nahm an der zweijährigen schwedischen Generalstabsausbildung teil. In deren Rahmen erwarb er auch einen Master of Science in War Science sowie den Abschluss mit Auszeichnung des Königshauses.
Von 2009 bis 2015 war Arlt auch Geschäftsführer in einer Eventmanagement-Firma. 2025 übernahm Arlt den Posten eines Senior Vice President beim Rüstungsunternehmen STARK Defence.

## Politische Tätigkeiten
Im Jahr 2000 trat Arlt in die SPD ein. Zunächst war er ab 2001 stellvertretender Vorsitzender des Unterbezirksverbandes der Jusos Berlin-Nordost, welcher dem heutigen Bezirk Pankow entspricht. Von 2002 bis 2004 war er Unterbezirksvorsitzender der Jusos Nordost und Mitglied im Landesvorstand der Jusos.
Bei der Bundestagswahl 2021 trat er für die SPD Mecklenburg-Vorpommern auf Platz 5 der Landesliste und im Bundestagswahlkreis Mecklenburgische Seenplatte II – Landkreis Rostock III auch als Direktkandidat an. Er gewann im Wahlkreis mit 31,1 Prozent der Erststimmen und zog damit in den 20. Deutschen Bundestag ein. Dort war er ordentliches Mitglied im Verteidigungsausschuss sowie im Wirtschaftsausschuss und stellvertretendes Mitglied im Verkehrsausschuss. Sein Abgeordnetenbüro im Wahlkreis war auf mehrere Coworkingspaces verteilt. Zusätzlich dienten zwei Busse als mobile Abgeordnetenbüros.
Bei der Bundestagswahl 2025 verfehlte er den Wiedereinzug in den Bundestag, da er seinen Wahlkreis nicht verteidigen konnte. Über die Landesliste hatte Arlt diesmal nicht kandidiert.
Arlt kandidierte bei der Landratswahl in Mecklenburg-Vorpommern 2025 im Landkreis Mecklenburgische Seenplatte. Er erhielt bei dieser Wahl 21.382 Stimmen (20,8 Prozent), was nicht für die Stichwahl reichte.

## Mitgliedschaften
Arlt ist Mitglied im Heimatverband Mecklenburg-Vorpommern und im Semper talis Bund.

## Privates
Arlt ist seit 2019 mit dem Dänen Bjørn Bjerrehøj verheiratet. Sie haben seit 2023 ein, durch eine Leihmutter ausgetragenes, Kind. Arlt lebte zwei Jahre in Stockholm und ist evangelisch-lutherischer Konfession.
Arlts Vater, der im November 2007 mit 51 Jahren verstarb, gehörte im Januar 1990 zu den Gründungsmitgliedern der SPD in Neustrelitz.